# Kapsejlads
Kapsejlads er en sejlsports-konkurrence, som går ud på at sejle en given bane eller distance hurtigere end sine konkurrenter.

## Kapsejladsfeltet
Når både skal konkurrere mod hinanden, skal der være nogle rammer som gør det muligt at sammenligne deres resultater; ellers ville en stor båd automatisk have en fordel over en mindre, fordi en sejlbåds maksimale fart alt andet lige bestemmes af længden på dens vandlinje. En retfærdig udjævning af sådanne forskelle gøres på to måder:
- Ved måltal
- Ved bådklasser

### Måltal
Ved måltal forsøger man at give hver båd et handicap, som bruges til at korrigere dens resultat. Der har eksisteret et væld af disse måltal, som er fremkommet for forskellige måder.
Nogle er opstået ved at samle en masse resultater fra identiske både for derigennem at finde ud af, hvor hurtig en given båd "plejer" at være sammenlignet med andre. Det svenske LYS tal er af denne type.
Andre måltal er baseret på tabeller og matematiske formler, hvor man foretager en opmåling af en given båd og derudfra udregner dens fartpotentiale. På den måde kan man også give et handicap til en båd uden at have meget statistik om dens præstationer. Det danske DH2011 tal er af sådan en type.

### Bådklasser
Fordelen ved at bruge måltal og handicap som nævnt ovenfor er naturligvis, at både af forskellige typer derved kan konkurrere mod hinanden på retfærdig vis. Ulempen er dog, at man alligevel aldrig rigtig er sikker på, om et måltal nu også er retfærdigt. Desuden er man nødt til at indberegne måltallet i sejladsen, enten ved at give længere distancer til de hurtige eller ved at justere tiden efter mål; begge dele gør, at man ikke kan sejle sammen med de konkurrerende både.
Derfor bruger man ofte i stedet at opdele bådene i klasser, så de konkurrerende både er ens og direkte sammenlignelige. En bådklasse opstår, når man beslutter et sæt regler, som definerer, hvordan en bestemt båd skal se ud.
Normalt sker det med udgangspunkt i forskellige bådmodeller fra de forskellige værfter, så en bådmodel, som er solgt i et vist antal, naturligt opstår som konkurrenceklasse.
Der er dog også eksempler på bådklasser, som opstår ved, at nogen beslutter sig for nogle klasseregler og derefter får andre til at bygge både, der passer til disse. Det ses typisk for de dyre elitesejladser, hvor bådene specialfremstilles til en bestemt konkurrence.

## Kapsejladstyper
Alle seriøse kapsejladser baserer sig i stort omfang på de internationale kapsejladsregler. Men selvom reglerne (stort set) er de samme, findes der adskillige typer kapsejladser, som er meget forskellige hvad angår taktik og teknik.
Som udgangspunkt kan man opdele konkurrencerne i banesejlads og distancesejlads. Banesejladserne er de, som dyrkes mest. De er normalt mere overskuelige både for deltagere og tilskuere, fordi de ikke varer så lang tid ad gangen og foregår tæt ved land. Hvis man f.eks. følger sejlsport ved de olympiske lege, vil denne konkurrenceform være den mest fremtrædende.
Den mest kendte banesejlads overhovedet er dog nok America's Cup, som er eksponent for en speciel type banesejlads, nemlig Match Race. Det er en kapsejlads mellem kun to både, som ofte har en særlig intensitet, der gør den populær. Til denne sejladstype bruges en variant af de normale kapsejladsregler, som bl.a. har en modificeret startprocedure.
Distancesejladserne foregår over længere tid og længere fra land; sporten bliver derfor mere præget af strategi og udholdenhed. Volvo Ocean Race er vel den mest kendte af sejlads af denne type, men også Vendée Globe og vores hjemlige amatørsejlads Sjælland Rundt kan indregnes i denne kategori.

## Kapsejladsreglerne
Kapsejladsreglerne fastsættes internationalt, således at de samme regler gælder alle steder. De reguleres af International Sailing Federation, ISAF, som samler de nationale sejlerforbund fra over 100 lande; Danmark repræsenteret af Dansk Sejlunion.
Reglerne opdateres og genudgives hvert fjerde år.

### Reglernes indhold
Dele af reglerne læner sig op af de internationale søvejsregler, men ellers er kapsejladsreglerne et selvstændigt regelsæt. Dog er det naturligvis sådan, at en kapsejler skal overholde de almindelige søvejsregler, hvis man møder en båd, som ikke sejler kapsejlads.
For en kapsejladsdeltager er selve sejladsreglerne typisk de vigtigste. Dels fordi de naturligvis fastlægger, hvordan der må sejles, men også fordi reglerne åbner mulighed for taktisk tænkning (f.eks. mulighed for at påføre andre en straf). De fleste seriøse kapsejlere kan derfor denne del af reglerne helt udenad.
Men regelsættet er langt mere omfattende end blot sejladsen. Her en et udpluk af de emner, der er regulerede:
- Organisering og invitation til en sejlads
- Reklamering
- Ledelse
- Banesystemer
- Kendemærker på de deltagende både
- Sikkerhedsudstyr om bord
- Start af en sejlads
- Regler for at undgå sammenstød
- Straf ved overtrædelser af reglerne
- Protester
- Doping
- Pointsystemer

Der er nogle tilføjelser og varianter af reglerne, som specielt dækker Match Race (som tidligere nævnt), windsurfing, holdkampe og såmænd også kapsejlads med radiostyrede modelbåde.